# 804년

## 연호
- 당(唐) 정원(貞元) 20년
- 일본(日本) 엔랴쿠(延暦) 23년

## 기년
- 당(唐) 덕종(德宗) 25년
- 신라(新羅) 애장왕(哀莊王) 5년
- 발해(渤海) 강왕(康王) 11년

## 탄생
- 프랑크의 루트비히 2세, 동프랑크 왕국의 왕.